# Dom van Växjö
De Dom van Växjö (Zweeds Växjö domkyrka) is de zetelkerk van het bisdom Växjö in de Zweedse stad Växjö in de provincie Kronoberg.

## Geschiedenis
Dankzij de heilige Siegfried werd Zuid-Zweden gekerstend. Over het graf van de patroonheilige van Zweden in Växjö werd in de 11e eeuw een houten kerk gebouwd, waar ook de relieken van de afgehakte hoofden van zijn drie neven een plaats kregen. In de 12e eeuw werd Växjö de zetel van de bisschop en werd het houten kerkgebouw vervangen door een stenen kerk. Nadat de kerk in 1276 afbrandde volgde herbouw. De kerk onderging in de 15e eeuw een verbouwing en kreeg twee torens. Nog drie maal zou de kerk door brand worden getroffen: in 1570 en 1611 staken Denen de kerk in brand en in 1740 brandde de kerk door blikseminslag af. 
In de 19e eeuw werd het uiterlijk van de kerk sterk gewijzigd. Het middeleeuwse uiterlijk werd in de jaren 1957-1960 grotendeels hersteld; ook werden de twee naaldspitsen weer teruggeplaatst. 
Buiten de dom staat aan de oostzijde een 1,15 meter hoge en 0,58 meter brede runensteen. De steen werd in 1813 in een muur van de dom ontdekt. De Zweedse beeldhouwer Peter Linde maakte in 1999 het beeld van Sint-Siegfried met zijn drie neven Winaman, Unaman en Sunaman.

## Interieur
Bij het doopvont van glas en steen (Göram Wärff, 1995) bevindt zich een muurschildering van de zondeval uit de 15e eeuw. In de noordelijke zijbeuk hangt een voormalig altaarstuk van het Laatste Avondmaal. Het dateert van 1733 en werd door Georg Engelhard Schröder gemaakt. 
De kerk heeft drie orgels. Het grote orgel met een orgelkas uit de 18e eeuw werd in 2002 op de galerij geïnstalleerd. Het betreft een orgel van de orgelbouwer Grönlunds Orgelbyggeri te Gammelstad. Het orgel heeft 33 registers op twee manualen en pedaal. Daarnaast bezit de kerk nog een koororgel en een positief. 
De overige voorwerpen in de kerk dateren voornamelijk uit de periode na 1950. De beelden van de twee apostelen Petrus en Paulus en Jezus in de armen van Maria werden gemaakt door Eva Spångenberg. Het kunstwerk de boom van kennis van goed en kwaad werd in 1995 toegevoegd.

## Afbeeldingen

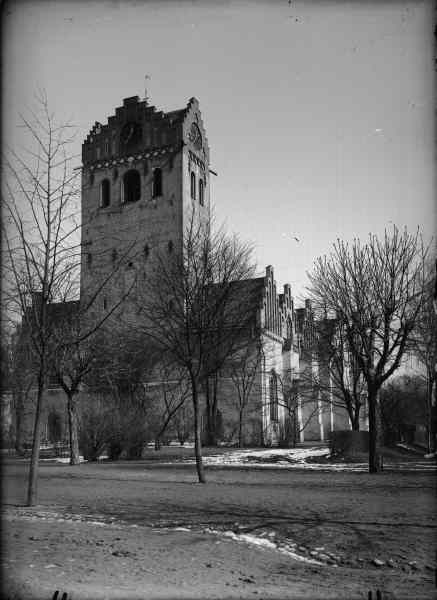
De dom in de 19e-eeuwse gedaante
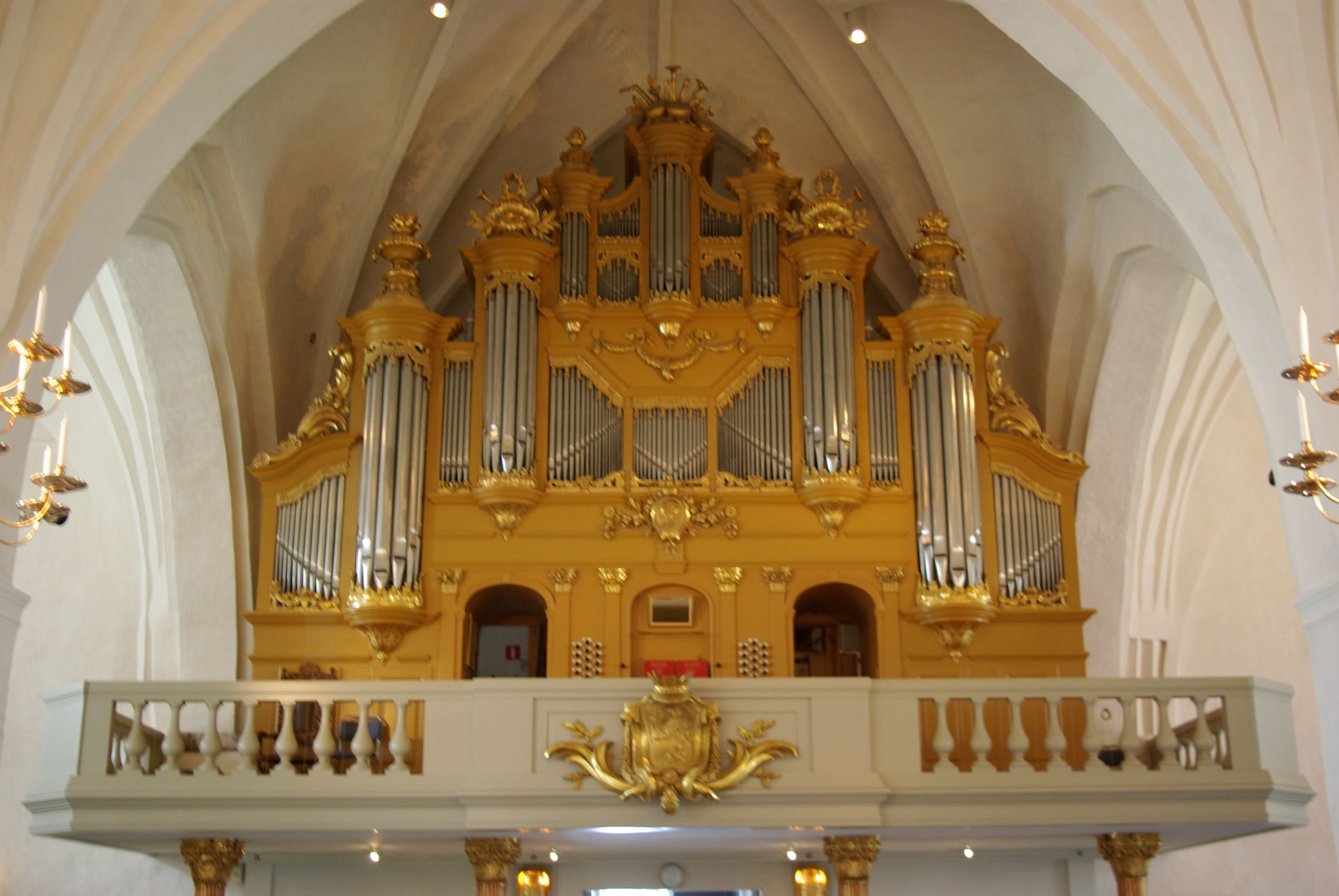
Hoofdorgel
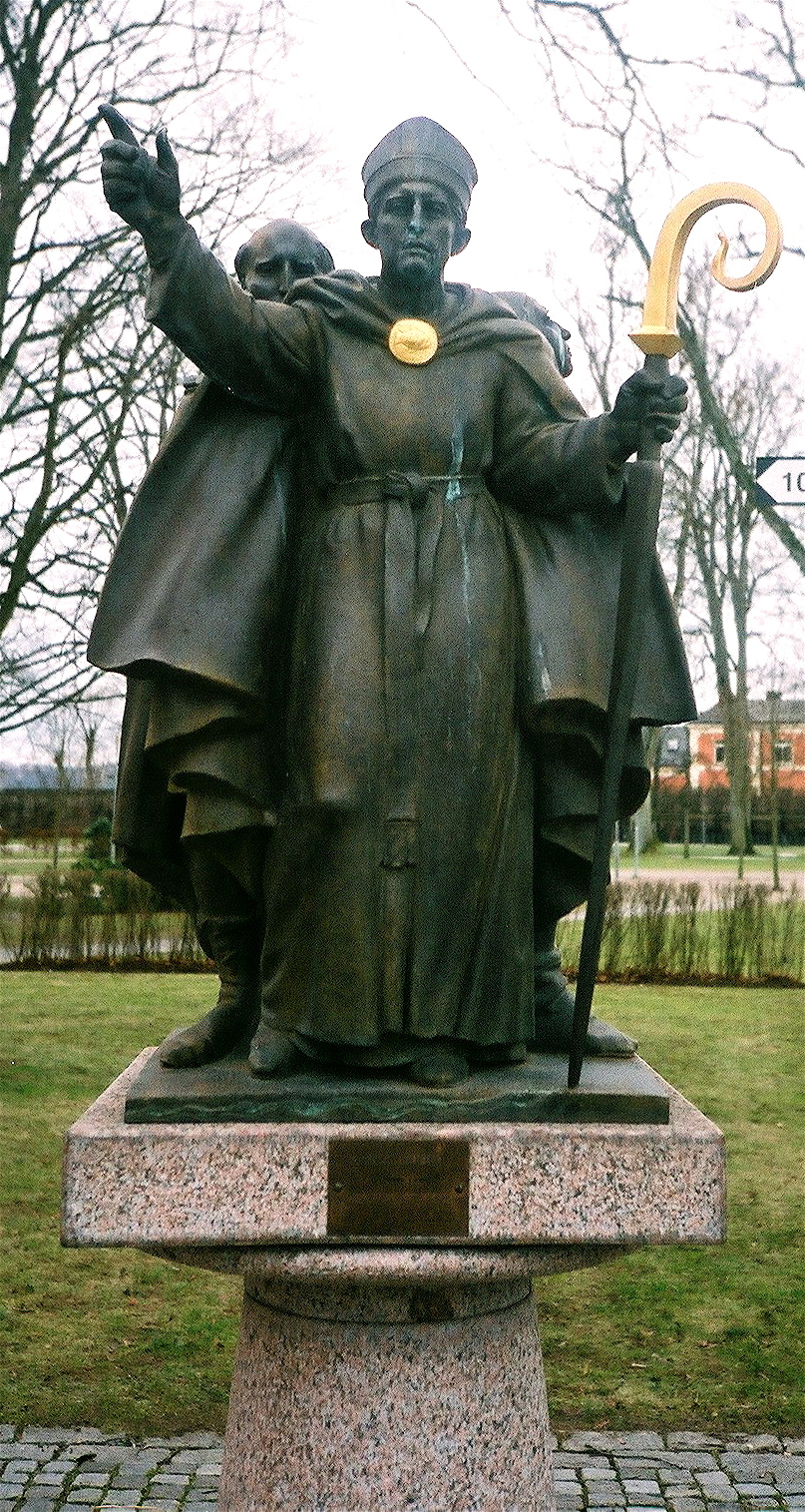
Beeld van de heilige Siegfried
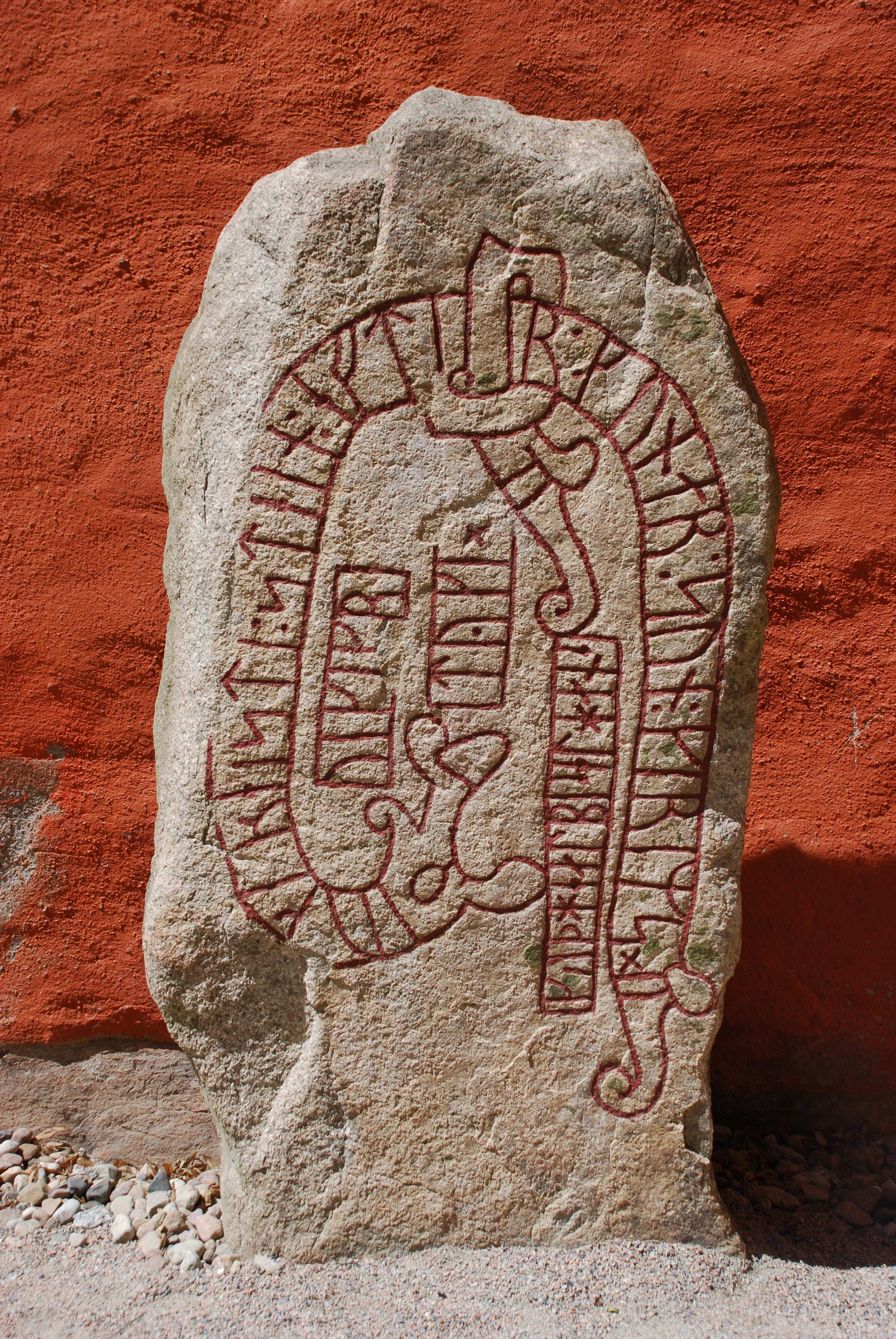
Runensteen